# Čipevajané

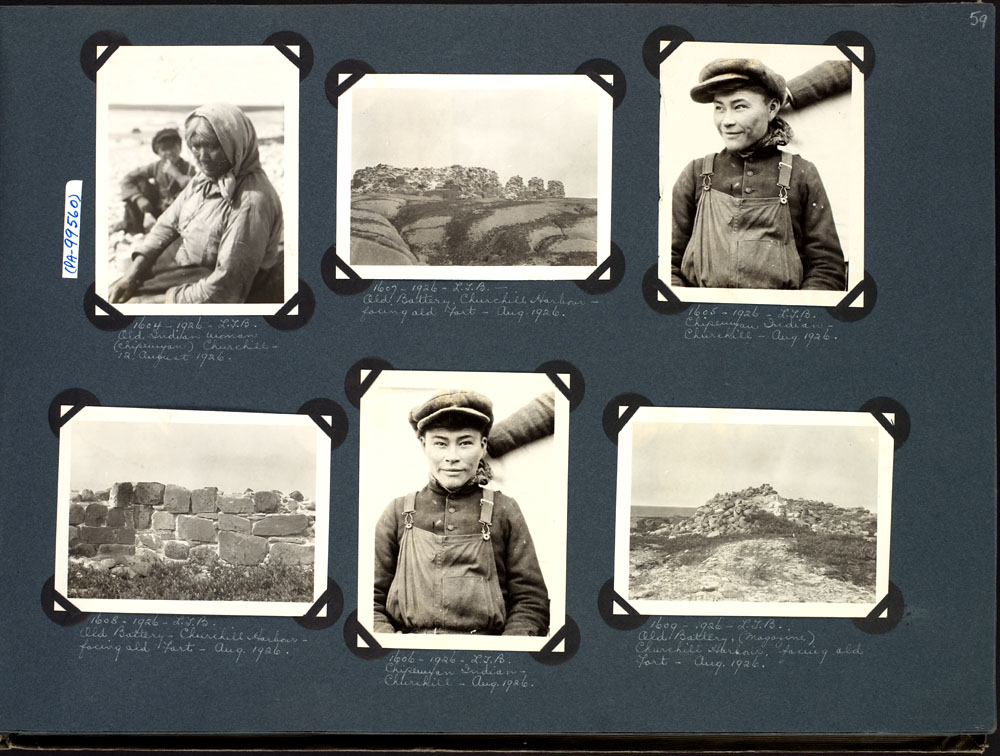
Fotografie Čipevajanů - z roku 1926.

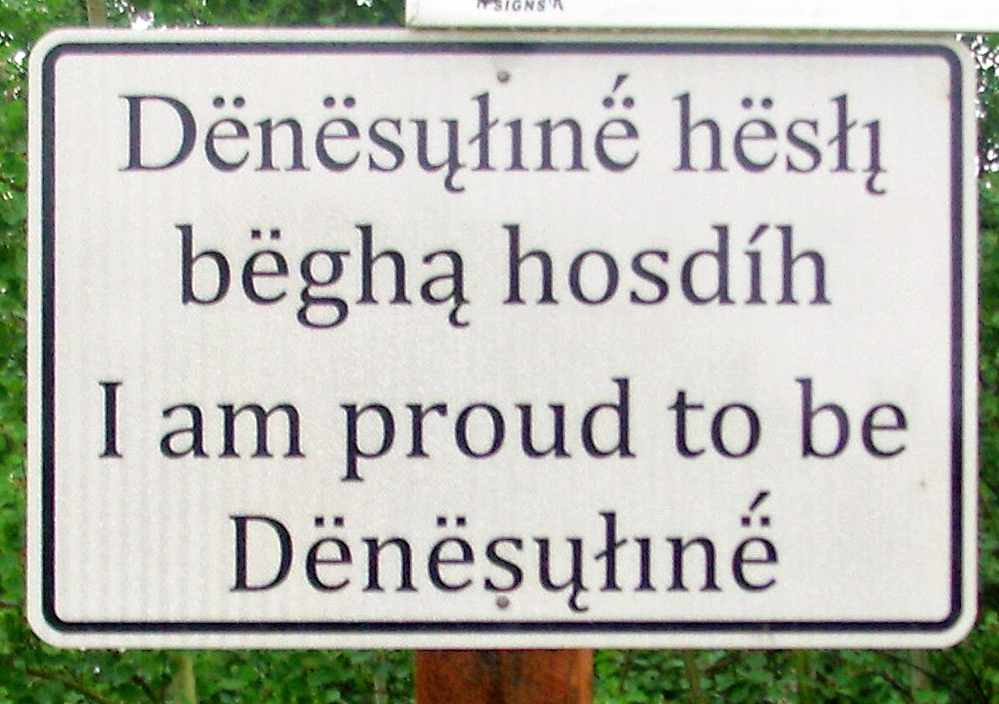
Nápis "Jsem hrdý na to být Dënesųłiné".

Čipevajané též Čipevjové (vlastním jménem Denésoliné či Dënesųłiné - ‘Lidé z pustin’, anglicky Chipewyan) jsou indiáni Dené, domorodí obyvatelé Kanady, jejichž předci byli Taltheilei. V Kanadě žije přibližně 11 000 Čipevajanů, převážně v arktických regionech kolem západního břehu Hudsonova zálivu, včetně Manitoby a Severozápadních teritorií, stejně jako severních částí Alberty a Saskatchewanu.

## Etnografie
V dějinách byli Denésuliné často ve spojenectví jistého stupně s jižnějšími Kríy a válčili proti Inuitům a dalším denéským národům severně od čipevajanských zemí.
Významná historická osobnost mezi Denésuliné byla Thanadelthur („Skákající kuna“), mladá žena, která na počátku 18. století pomohla svému lidu ustanovit mír s národem Krí a zapojit se do kožešinového obchodu (Steckley 1999).
- Louis Riel byl vnukem čipevajanského prarodiče

Sayisi Dené ze severní Manitoby jsou skupinou čipevajanských tlup pozoruhodnou svou specializací na lov karibu. Historicky obývali Malé kachní jezero (Little Duck Lake) a byli známí jako „Lidé od Kachního jezera“ ("Duck Lake Dene"). V roce 1956 je vláda relokalizovala do přístavu Churchill na břehu Hudsonova zálivu a malé vesnice severně od Churchillu nazývané North Knife River, tehdy se připojili k dalším Čipevejanům a stali se členy nově vytvořeného kmene "Fort Churchill Dene Chipewyan Band". V 70. letech 20. století se „Lidé od Kachního jezera“ ("Duck Lake Dene") vrátili k lovu karibu a přemístili se do obce Tadoule Lake (Manitoba), oficiálně se stali kmenem "Sayisi Dene First Nation (Tadoule Lake, Manitoba)" v 90. letech.

### Historické regionální skupiny Čipevajanů
Čipevajané se pohybovali v malých skupinách či tlupách, skládajících se z několika širších rodin, střídajících své působiště mezi zimními a letními tábory, lovících, kladoucích pasti, rybařících a sbírajících lesní plody v jehličnatých lesích a kolem mnohých jezer na jejich územích. Později, když se rozvinul severoamerický kožešinový obchod, se zorganizovali do několika hlavních oblastních skupin v blízkosti evropských obchodních stanovišť, aby mohli kontrolovat jako prostředníci probíhající obchod s kožešinami a lov kožešinové zvěře - nové společenské uspořádání také Čipevajanům umožňovalo dominovat nad svými denéskými sousedy a lépe se bránit před svými puškami ozbrojenými kríjskými nepřáteli, kteří postupovali dále k řece Peace a jezeru Athabaska.
- Kaí-theli-ke-hot!ínne (‘ti, co obývají plochou vrbovou zem tam nahoře (willow flat-country up they-dwell)’, žili na západním břehu jezera Athabaska u Fort Chipewyan, jejich kmenové území se rozprostíralo odtud severně až k Fort Smith na Otročí řece a jižně k Fort McMurray na řece Athabaska)[3]
- Kés-ye-hot!ínne (‘ti, co bydlí v osikových stromech (aspen house they-dwell)’ nebo ‘ti, co bydlí v topolových domech (poplar house they-dwell)’, žili na horním toku řeky Churchill, podél čáry Lac Isle à la Crosse, Methye Portage, jezera Cold Lake, jezera Heart Lake a jezera Onion Lake - kmenové jméno je pravděpodobně popisným názvem sousedních čipevajanských skupin daným této hlavní regionální skupině a díky evropským obchodním pevnůstkám na jezeře Lac Isle à la Crosse, které byly postaveny z topolového a osikového dřeva, má i literární odkazy)
- Hoteladi (‘severní lidé’ žili na sever od Kés-ye-hot!ínne mezi jezerem Cree Lake, západně od Sobího jezera na jižním a východním břehu jezera Athabaska, které tvořilo jejich severní hranici)
- Hâthél-hot!inne (‘ti, co žijí v nížině (lowland they-dwell)’, žili v oblasti kolem Sobího jezera, která vytéká na jihu směrem k řece Churchill)
- Etthen eldili dene (Etthén heldélü Dené, Ethen-eldeli - ‘Pojídači Karibu’), žili v jehličnatých lesích východně od jezera Athabasca a šířili se až daleko na východ k Hudsonovu zálivu, žili u Sobího jezera, Hatchet Lake (též Sekerové jezero), jezera Wollaston Lake a Lac Brochet)
- Kkrest‘ayle kke ottine (‘obyvatelé domků mezi třaslavými osikami (dwellers among the quaking aspens)’ nebo ‘lidé od chvějících se osik (trembling aspen people)’, žili v severských lesích mezi Velkým Otročím jezerem na jihu a Velkým Medvědím jezerem na severu)
- Sayisi Dene (či Saw-eessaw-dinneh - ‘lidé z východu’, obchodovali u Fort Chipewyan, jejich lovecký a kmenový areál se prostíral mezi jezerem Athabaska a Velkým Otročím jezerem, a pak hlavně podél řeky Churchill)
- Gáne-kúnan-hot!ínne (‘ti, co bydlí v domech z borovice Banksovy (jack-pine home they-dwell)’, žili v jehličnatých lesích východně od jezera Athabaska a soustředili se obzvláště na východě kolem Fond-du-Lac)
- Des-nèdhè-kkè-nadè (Desnedekenade, Desnedhé hoæé nadé hoþünö - ‘lidé žijící podél velké řeky’ či spíše jen ‘lidé od velké řeky’, byli také známí jako Athabaští Čipevajané, žili mezi Velkým Otročím jezerem a jezerem Athabaska podél Otročí řeky poblíž Fort Resolution )(Deninoo Kue - 'losí ostrov')
- Thilanottine (Tu tthílá hoþünö - ‘those who dwell at the head of the lakes’ or ‘people of the end of the head’, žili na březích jezer v povodí horního toku řeky Churchill, podél řeky Churchill a Athabaska, od Velkého Otročího jezera a jezera Athabaska na severu až k jezeru Cold Lake a jezeru Lac la Biche na jihozápadě)[4]
- Tandzán-hot!ínne (‘obyvatelé špinavého jezera (dwellers at the dirty lake)’, také známí jako Dení-nu-eke-tówe - ‘ti z losího ostrova tam nahoře na jezeře (moose island up lake-on)’, žili na severním břehu Velkého Otročího jezera a podél řeky Yellowknife a před tím, než je vyhnali Tłı̨chǫ také podél řeky Coppermine - často byli zmiňováni jako skupina Čipevajanů, ale tvoří historicky a jazykově nezávislý indiánský národ  Žlutých nožů (Yellowknives) a sami se nazývají T'atsaot'ine)

### Současné skupiny

#### Alberta
- Athabaská kmenová rada (Athabasca Tribal Council)
  - Athabasca Chipewyan First Nation (Rezervace: Fort Chipewyan, Chipewyan #201, 201A, 201B, 201C, 201D, 201E, 201F, 201G, asi 348 km², populace: 934)[5]
  - Fort McKay First Nation (Rezervace: Fort McKay #174, 174C, 174D, Namur Lake #174B, 174A, asi 149 km², populace: 696)[6][7]
  - Chipewyan Prairie First Nation (Rezervace: Big Horn #144A, Cowper Lake #194A, Janvier #194, Winefred Lake #194B, asi 31 km², populace: 739)[8]
  - Fort McMurray First Nation (Rezervace: Fort McMurray #468, Clearwater #175, Gregoire Lake #176, 176A, 176B, asi 31 km², populace: 632)[9]
- Asociace kmenových náčelníků (Tribal Chiefs Association /TCA/)[10]
  - Cold Lake First Nations (Rezervace: Blue Quills First Nation, Cold Lake #149, 149A, 149B, 149C, asi 209 km², populace: 2 482)[11]
- Akaitchská teritoriální vláda (Akaitcho Territory Government /ATG/)[12]
  - Smith's Landing First Nation (‘Thebati Dene Suhne’, Thebacha - ‘vedle peřejí’, denéské jméno pro Fort Smith, Rezervace a obce: ?ejere K'elni Kue #196I, Hokedhe Túe #196E, K'i Túe #196D, Li Dezé #196C, Thabacha Náre #196A, Thebathi #196, Tsu K'adhe Túe #196F, Tsu Nedehe Túe #196H, Tsu Túe #196G, Tthe Jere Ghaili #196B, asi 100 km², populace: 324)[13]

#### Manitoba
- Keewatinská kmenová rada (Keewatin Tribal Council)[14]
  - Barren Lands (Brochet) First Nation (Rezervace: Brochet #197, asi 43 km², populace: 1 021)
  - Northlands (Lac Brochet) Dene First Nation (také známí jako Northlands Denesuline First Nation, Rezervace a obce: Lac Brochet #197A, Sheth chok, Thuycholeeni, Thuycholeeni azé, Tthekalé nu, asi 22 km², populace: 1 005)
  - Sayisi Dene First Nation (dříve známí jako ‘Duck Lake Dene’[15], Rezervace: Churchill #1, asi 2 km², populace: 729)

#### Severozápadních teritoria
- Akaitchská územní vláda (Akaitcho Territory Government /ATG/)
  - Deninu Kue First Nation (‘Deneh-noo-kweh’ - ‘Lidé z Ostrova losů’, dříve známí jako‘Fort Resolution Dene’, Rezervace: Fort Resolution Settlement[16], populace: 843)
  - Lutsel K'e Dene First Nation (Lutselk'e ‘Loot-sel-kay’ - ‘Loviště ryb Łutsel’, dříve známí jako ‘Snowdrift Band’, Rezervace: Snowdrift Settlement, populace: 725)
  - Salt River First Nation#195 (Rezervace: Fort Smith Settlement, Salt Plains #195, Salt River #195, Fitzgerald #196 (Alberta), asi 230 km², populace: 879)

#### Saskatchewan
- Meadow Lake Tribal Council (MLTC)[17]
  - Buffalo River Dene Nation (rezervace je asi 84 km severovýchodně od Île-à-la-Crosse, Rezervace: Buffalo River Dene Nation #193, asi 83 km², populace: 1 234)[18]
  - Clearwater River Dene Nation (nejlidnatější rezervace Clearwater River je asi 24 km východně od La Loche, Rezervace: Clearwater River Dene #222, #221, #223, La Loche Indian Settlement, asi 95 km², populace: 1 691)
  - English River First Nation (Kmen English River First Nation obývá Patuanak a za náčelníka Williama Apesise podepsal Smlouvu 10 v roce 1906, jméno pochází od řeky English, kteroužto oblast obývali Lidé topolových domů ('Kés-ye-hot!ínne') po období během roku, dříve byla rezervace známá jako Grassy Narrows reserve, většina rodin, které nyní obývají Patuanak, dříve žila tradičně níže po proudu u jezera Primeau, jezera Knee Lake a jezera Dipper Lake, Rezervace: Patuanak, Cree Lake 192G, Porter Island 192H, Elak Dase 192A, Knee Lake 192B, Dipper Rapids 192C, Wapachewunak 192D, LaPlonge 192, asi 200 km², populace: 1 414)[19][20]
  - Birch Narrows First Nation (nacházejí se u Turnor Lake, nejlidnatější je Rezervace #193B asi 124 km severovýchodně od Île-à-la-Crosse, rezervace dokládá svůj původ ke Smlouvě 6 z roku 1906, Rezervace: Churchill Lake #193A, Turnor Lake #193B, #194, asi 30 km², Populace: 670)
- Princealbertská Velká rada (Prince Albert Grand Council /PAGC/)[21]
  - Black Lake Denesuline First Nation (nacházejí se v Black Lake, nejlidnatější rezervací je Chicken #224 asi 170 km jihovýchodně od Uranium City, dříve známí jako ‘Stony Rapids Band’, Rezervace: Chicken #224, #225, #226, asi 322 km², populace: 1 984)
  - Hatchet Lake Denesuline First Nation (také známí jako Lac la Hache Denesuline First Nation, nacházejí se u jezera Wollaston Lake, asi 354 km severně od Flin Flonu, Rezervace: Lac la Hache #220, asi 110 km², populace: 1 607)
  - Fond du Lac Denesuline First Nation (nacházející se ve Fond-du-Lac, nejlidnatější z těchto rezervací je Fond Du Lac#227 východně od jezera Athabaska, Rezervace: Fond Du Lac #227, #228, #229, #231, #232, #233, ca 368 km², populace: 1 805)

## Jazyk
Denésuliné (Čipevajané) mluví jazykem Dené Suliné z athabaské jazykové skupiny. Jazykem Dené Suliné se mluví mezi členy Prvních národů, jejichž jméno je pro ně samé obdobným ke slovu Dené („lidé“): Denésoliné (či Dënesųłiné).
Název Čipevajané je, podobně jako název mnohých národů kanadských prérií, algonkinského původu. Je odvozen od názvu Prérijních Kríů Cīpwayān (ᒌᐘᔮᐣ) pro "špičaté kůže", ze slova cīpwāw (ᒌᐚᐤ), „být špičatý“; a slova wayān (ᐘᔮᐣ), „kůže“ či „skrývat“ - odkaz na střih a styl čipevajanských kožešinových parka. Mnoho Čipejavanů tvrdí, že je to hanlivý název.

## Významní Čipevajané
- Thanadelthur
- Matonabbee

## Další literatura
- Athabasca Chipewyan First Nation. Footprints on the Land: Tracing the Path of the Athabasca Chipewyan First Nation. Fort Chipewyan, Alta: Athabasca Chipewyan First Nation, 2003. ISBN 0-9733293-0-0
- Birket-Smith, Kaj. Contributions to Chipewyan Ethnology. Copenhagen: Gyldendal, 1930.
- Bone, Robert M., Earl N. Shannon, and Stewart Raby. The Chipewyan of the Stony Rapids Region; A Study of Their Changing World with Special Attention Focused Upon Caribou. Mawdsley memoir, 1. Saskatoon: Institute for Northern Studies, University of Saskatchewan, 1973. ISBN 0-88880-003-7
- Bussidor, Ila, Usten Bilgen-Reinart. "Night Spirits: The Story of the Relocation of the Sayisi Dene." University of Manitoba Press, March 16, 2000. (Memoir of a Dene Woman's experiences in Churchill, Manitoba.)
- Clayton-Gouthro, Cecile M. Patterns in Transition: Moccasin Production and Ornamentation of the Janvier Band Chipewyan. Mercury series. Hull, Quebec: Canadian Museum of Civilization, 1994. ISBN 0-660-14023-3
- Cook, Eung-Do. 2006. The Patterns of Consonantal Acquisition and Change in Chipewyan (Dene Suline). International Journal of American Linguistics. 72, no. 2: 236.
- Dramer, Kim, and Frank W. Porter. The Chipewyan. New York: Chelsea House, 1996. ISBN 1-55546-139-5
- Elford, Leon W., and Marjorie Elford. English-Chipewyan Dictionary. Prince Albert, Sask: Northern Canada Evangelical Mission, 1981.
- Goddard, Pliny Earle. Texts and Analysis of Cold Lake Dialect, Chipewyan. Anthropological papers of the American Museum of Natural History, v. 10, pt. 1-2. New York: Published by order of the Trustees [of the American Museum of Natural History], 1912.
- Grant, J. C. Boileau. Anthropometry of the Chipewyan and Cree Indians of the Neighbourhood of Lake Athabaska. Ottawa: F.A. Acland, printer, 1930.
- Human Relations Area Files, inc. Chipewyan ND07. EHRAF collection of ethnography. New Haven, Conn: Human Relations Area Files, 2001.
- Irimoto, Takashi. Chipewyan Ecology: Group Structure and Caribou Hunting System. Senri ethnological studies, no. 8. Suita, Osaka, Japan: National Museum of Ethnology, 1981.
- Li, Fang-kuei, and Ronald Scollon. Chipewyan Texts. Nankang, Taipei: Institute of History and Philology, Academia Sinica, 1976.
- Lowie, Robert Harry. Chipewyan Tales. New York: The Trustees, 1912.
- Paul, Simon. Introductory Chipewyan: Basic Vocabulary. Saskatoon: Indian and Northern Education, University of Saskatchewan, 1972.
- Scollon, Ronald, and Suzanne B. K. Scollon. Linguistic Convergence: An Ethnography of Speaking at Fort Chipewyan, Alberta. New York: Academic Press, 1979. ISBN 0-12-633380-7
- Shapiro, Harry L. The Alaskan Eskimo; A Study of the Relationship between the Eskimo and the Chipewyan Indians of Central Canada. New York: American Museum of Natural History, 1931.
- Sharp, Henry S. Chipewyan Marriage. Mercury series. Ottawa: National Museum of Canada, 1979.
- Sharp, Henry S. The Transformation of Bigfoot: Maleness, Power, and Belief Among the Chipewyan. Smithsonian series in ethnographic inquiry. Washington, D.C.: Smithsonian Institution Press, 1988. ISBN 0-87474-848-8
- VanStone, James W. The Changing Culture of the Snowdrift Chipewyan. Ottawa: [Queen's Printer], 1965.
- Wilhelm, Andrea. Telicity and Durativity: A Study of Aspect in Dëne Sųłiné (Chipewyan) and German. New York: Routledge, 2007. ISBN 0-415-97645-6